# マジュリス
マジュリス（アラビア語: مجلس Majlis）とは、「座る場所」を意味するアラビア語で、文脈として「議会」や、特定の目的を持った者たちの「集会」、「社交界」を意味する。イスラム教成立以前から、一般に集会の意味で用いられたらしく、クルアーンの中にも複数形のマジャーリス（majālis مجالس）が一度だけ登場する。ペルシア語のマジュレス（Majles مجلس）やテュルク諸語のメジュリスなどの語源である。

## 議会としてのマジュリスの例
イスラム世界ではアラビア語は共通語であり、マジュリスは議会の意味を持つ。
- 国民議会 (ウズベキスタン)
- イラク統治評議会
- インドネシア共和国国民協議会
- 国民議会 (クウェート)
- 国民議会 (モルディブ)
- パキスタンの国会
- イランの議会
- 諮問評議会 (サウジアラビア)
- トルクメニスタン議会

## 社交界
国ごとに形式が異なるが、政府の高官や社長が邸内の一角で開催する。各分野のエリートなどが集まるため、転職や起業などの情報収集や人脈作りに活用されている。日本人でも、しっかりした紹介者がいれば参加できる。